# Arvier
Arvier (valle d'aostai patois dialektusban Arvé) egy község Olaszországban, Valle d’Aosta régióban.

## Elhelyezkedése

Arvier község Valle d'Aosta térképén

A Dora Baltea folyó völgyében fekszik, Aostától 14 km-re.